# Musa ingens
Musa ingens är en enhjärtbladig växtart som beskrevs av N.W.Simmonds. Musa ingens ingår i släktet bananer, och familjen bananväxter. Inga underarter finns listade i Catalogue of Life.